# 管迪科海

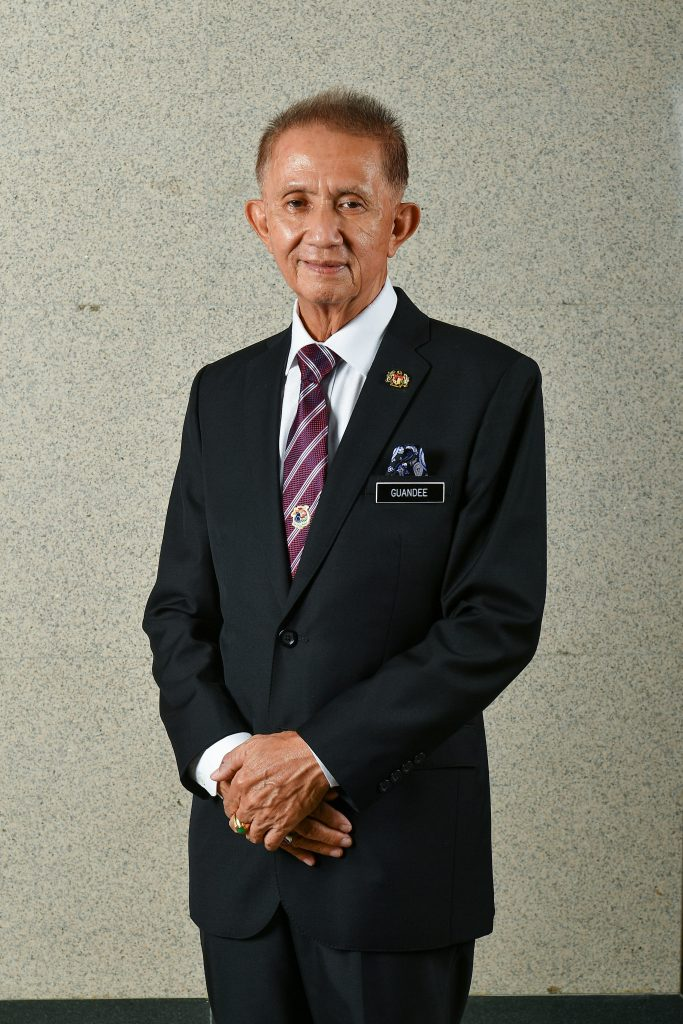
管迪科海

拿督管迪科海（1954年10月4日—2021年10月26日），马来西亚政治人物、沙巴立新党党员。他曾在2021年慕尤丁领导的内阁中出任旅游、艺术及文化部副部长。

## 旅游部副部长（2021）
2021年4月16日，管迪在国家皇宫宣誓就任旅游、艺术及文化部副部长。他曾连续三次在大选中败选，其任命因此受到许多批评，被认为是首相慕尤丁为保住相位而采取的政治策略。批评者还包括前首相马哈迪·莫哈末。同年8月慕尤丁卸任后，管迪在新一轮内阁名单中被除名。

## 逝世
2021年10月26日，管迪因确诊冠病，在吉隆坡中央医院逝世，享寿67岁。